# Муреш (річка)
Муреш (рум. Mureş), або  Марош (угор. Maros) — річка в Румунії та Угорщині (пониззя), ліва притока річки Тиса (басейн Дунаю). Довжина 761 км, площа басейну близько 30000 км². Бере початок у Келіман-Харгітських горах Внутрішніх Східних Карпат, має переважно гірський характер, у пониззі протікає по Середньодунайській рівнині. Живлення змішане, повінь навесні.
Судноплавна для дрібних судів від гирла до міста Алба-Юлія. На Муреші стоять міста Тиргу-Муреш, Арад (Румунія), поблизу гирла — місто Сегед (Угорщина).

## Назва
- Муреш (рум. Mureş) — сучасна румунська назва, що походить від римської. Місцеві німці називають її «Mieresch» та «Marosch».
- Маріс (лат. Marisus) — римська назва античних часів.
- Марош (угор. Maros)
- Маруша (словац. Maruša, пол. Marusza)
- Морос (ст.-укр. Морос)
- Мореш (церк.-слов. Морешь) — у слов'яно-молдавському літописі 1359—1504 років[1].